# Фодор, Йозеф
Йозеф Андреас Фодор (нидерл. Josephus Andreas Fodor; 21 января 1751, Венло — 3 (15) октября 1828, Санкт-Петербург) — нидерландский скрипач и композитор венгерского происхождения. Брат Карела Антона Фодора, отец певицы Жозефины Фодор.
Учился в Берлине у Франца Бенды, затем в 1780-е гг. жил и работал преимущественно в Париже. В 1792 г. прибыл в Россию как скрипач придворной капеллы и провёл в Санкт-Петербурге всю оставшуюся жизнь. Написал по меньшей мере девять скрипичных концертов, многочисленные сольные пьесы, дуэты, трио, квартеты.